# Szczepan Jankowski
Szczepan Jankowski (ur. 26 grudnia 1900 w Wudzynie koło Bydgoszczy, zm. 7 kwietnia 1990 w Bydgoszczy) – polski niewidomy kompozytor, organista i dyrygent z kościoła pod wezwaniem Najświętszego Serca Pana Jezusa przy placu Piastowskim w Bydgoszczy.

## Życiorys
Jego ojciec był kowalem. Szczepan Jankowski na skutek odry stracił wzrok w wieku 8-9 lat. W 1908 roku został przyjęty do Prowincjonalnego Zakładu dla Niewidomych w Bydgoszczy. W szkole zauważono jego talent muzyczny. Tu zdobył ogólne wykształcenie i rozpoczął edukację muzyczną. Poznał brajlowską notację nutową. Grę organową ćwiczył w auli szkolnej oraz w kościele pod wezwaniem Trójcy Świętej w Bydgoszczy. Naukę w Krajowym Zakładzie dla Ociemniałych ukończył w 1920 roku, uzyskując tytuł zawodowy stroiciela instrumentów oraz organisty. 
Od 1915 uczył się w Bydgoskim Konserwatorium Muzycznym, a następnie w latach 1926-1930 w Państwowym Konserwatorium Muzycznym w Poznaniu, uzyskując dyplom organisty-wirtuoza. W 1935 rozpoczął zaoczne studia na Akademii Muzycznej w Lipsku i Monachium. W 1936 zdobył pierwszą nagrodę w Konkursie Muzyki Organowej w Berlinie. Naukę miał kontynuować w Paryżu. Uzyskał w 1939 stypendium Ministerstwa Wyznań Religijnych i Oświecenia Publicznego. Jednak dalsze studia uniemożliwił wybuch II wojny światowej.
Od 1921 pracował jako drugi organista w kościele Najświętszego Serca Pana Jezusa przy placu Piastowskim w Bydgoszczy. W 1928 został w tym samym kościele samodzielnym organistą. W 1925 roku wraz z księdzem dr. Łuczakiem założył chór „Panien Różańcowych”
Od 1928 współpracował z chórem „Harmonia”. W okresie okupacji wykazał się dużą odwagą prowadząc działalność konspiracyjną. Organy kościoła przy Placu Piastowskim służyły jako skrzynka kontaktowa, w której przechowywano podziemne ulotki. Z tego powodu był przesłuchiwany na gestapo i eksmitowany z mieszkania. W trakcje nabożeństw w utwory liturgiczne wplatał muzykę patriotyczną. Jako chórmistrz podejmował działania antygermanizacyjne – pieśni śpiewane były po łacinie, a nie w języku niemieckim.
Po wojnie koncertował w Polsce i za granicą grając (propagując) muzykę kościelną, za co od papieża Pawła VI w 1964 otrzymał medal „Pro Eccelesia et Pontifice”. Od 1949 roku rozpoczął także współpracę z chórem dziecięcym, z którym występował na terenie całej Polski, m.in. u Prymasa Polski Stefana Wyszyńskiego..
Skomponował ponad sto trzydzieści utworów, w tym cztery msze. Nuty zapisywał alfabetem Braille’a.
Koncertował m.in. w Polskim Radio, w katedrze oliwskiej, w Chełmnie i bydgoskiej Farze.
Zmarł 7 kwietnia 1990 roku w Bydgoszczy i został pochowany na bydgoskim cmentarzu parafii Najświętszego Serca Pana Jezusa przy ulic Ludwikowo i Rynkowskiej. 
3 kwietnia 2008 została odsłonięta tablica pamiątkowa przy ul. Śniadeckich 55 w Bydgoszczy, na domu, w którym mieszkał Szczepan Jankowski, a dnia 8 listopada 2010 odbyło się uroczyste nadanie nazwy ulicy ku jego czci.
W 2015 roku w rodzinnej chacie we wsi Wudzyn otwarto Izbę Pamięci, a w 2018 roku odsłonięto dwie tablice upamiętniające genialnego niewidomego organistę.
W 2020 roku, z inicjatywy bydgoskiego Ośrodka im. Louisa Braille’a, na okoliczność 120. rocznicy urodzin wybitnego absolwenta tej szkoły, Poczta Polska wydała kartkę pocztową, spersonalizowany znaczek opłaty pocztowej oraz pieczęć z datownikiem. Od 2021 roku walory filatelistyczne i inne pamiątki związane ze Szczepanem Jankowskim prezentowane są w ramach tematycznej ekspozycji w Izbie Tradycji K-P SOSW nr 1 im. Louisa Braille’a w Bydgoszczy, w 100 lat od ukończenia przezeń szkoły.
Pierwsza żona Władysława z domu Łuczkowska, z którą miał dwóch synów - starszy Arkady, młodszy syn Olaf podobnie jak ojciec został organistą. Po śmierci pierwszej żony ponownie zawarł związek małżeński z Krystyną.